# Jean-Claude Pascal

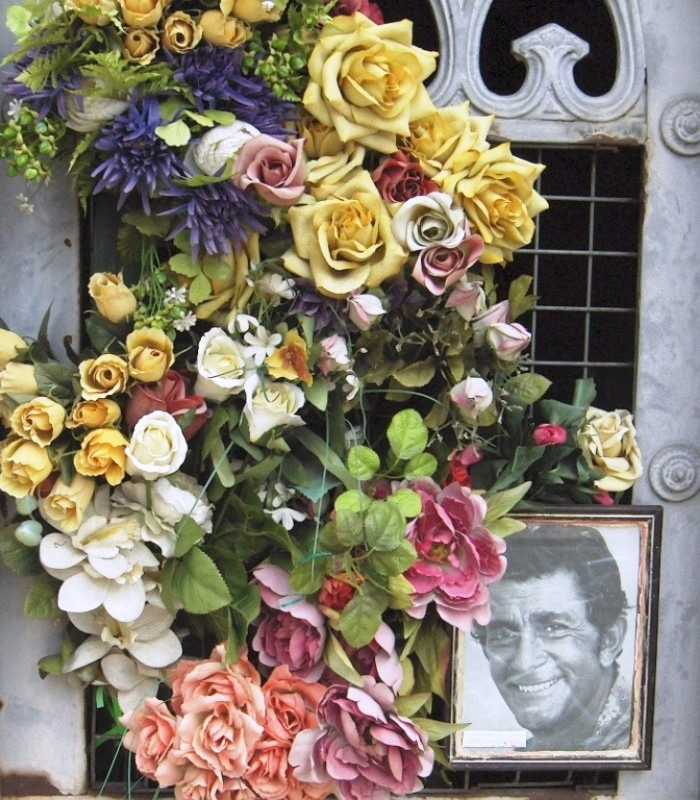
Grób Jean-Claude Pascala

Jean-Claude Pascal, właśc. Jean-Claude Roger Henri Villeminot (ur. 24 października 1927 w Paryżu, zm. 5 maja 1992 tamże) – francuski aktor, piosenkarz i pisarz.
Pierwszy amant francuskiego kina lat 50., zdobywca nagrody Victor w 1954 i Prix Femina w 1959. Zagrał w 43 filmach kinowych i telewizyjnych, wystąpił w siedmiu sztukach teatralnych, z których dwie sam reżyserował, w pięciu serialach i niezliczonej liczbie widowisk telewizyjnych. Jako piosenkarz nagrał ponad 350 piosenek i wydał 53 solowe płyty. Zwycięzca 6. Konkursu Piosenki Eurowizji w 1961 w barwach Luksemburga. Napisał także osiem książek, z czego dwie nagrodzone prestiżowymi francuskimi nagrodami literackimi.
Najmłodszy francuski żołnierz (18 lat) odznaczony Krzyżem Wojennym 1939-1945. Kawaler Legii Honorowej, odznaczony za propagowanie języka i kultury francuskiej.
Jego życiowe motto brzmiało: Jestem gotów robić wszystko, z wyjątkiem byle czego.

## Dzieciństwo
Urodził się w luksusowym paryskim apartamencie u stóp wieży Eiffla. Jego rodzice, Arlette i Roger Villeminot, pochodzili z rodzin należących do grona najznamienitszych rodów arystokracji i wielkiej burżuazji francuskiej. Znalazło to wyraz w sposobie wychowywania oraz jego późniejszym stylu bycia. Roger Villeminot zmarł w wieku 24 lat, kiedy jego syn miał półtora roku. Fakt, że Jean-Claude wychował się bez ojca, zaważył na całym jego życiu, co sam przyznawał w wywiadach. Dwaj kolejni ojczymowie nie byli w stanie zastąpić mu ojca.
Letnie miesiące wczesnego dzieciństwa spędzał w posiadłościach swych dziadków w Normandii i w pobliżu Paryża. Był chorowitym, delikatnym i wrażliwym chłopcem. W tym okresie jego osobowość kształtowały piękne krajobrazy francuskiej wsi oraz troskliwa opieka matki, dziadków i stryjów. Do szkoły powszechnej chodził w stolicy. Dalsze nauki pobierał w rozsianych niemal po całej Francji liceach z internatami. Nigdzie dłużej nie zagrzewał miejsca – często relegowano go za przeszkadzanie na lekcjach. Uczył się właściwie tylko dla własnej przyjemności – dobrze radził sobie ze znajomością historii, geografii i języka francuskiego, słabo znał matematykę. Już wtedy przedkładał samotność nad towarzystwo swych rówieśników.

## Żołnierz
Wybuch wojny na krótko przerwał jego edukację. Wraz z rodziną uciekł na Prowincję. Po powrocie do okupowanego Paryża, podjął naukę w szkole handlowej, a praktyki odbywał w słynnym domu handlowym Galeries Lafayette, gdzie wnosił bele materiałów z piwnicznych magazynów na piętro. Już w wieku 15 lat miał 1,80 m wzrostu. Spowodowało to, że dwukrotnie był zatrzymywany do dyspozycji Urzędu do spraw Pracy Przymusowej, co groziło mu wywózką na roboty do Niemiec. Za każdym razem rodzinie udawało się go uratować, ale w końcu matka ukryła go na wsi z kategorycznym zakazem utrzymywania jakichkolwiek kontaktów z domem. Zobaczyli się dopiero w sierpniu 1944, po wyzwoleniu Paryża przez oddziały pancerne generała Leclerca. Miał niespełna 17 lat. 1 września 1944 zawiadomił zszokowaną rodzinę o swej nieodwołalnej decyzji ochotniczego wstąpienia do wojska. Okłamał oficera werbunkowego co do swojego wieku i otrzymał przydział do pułku spahisów marokańskich z dywizji wyzwolicieli stolicy. Znał doskonale angielski, został motocyklistą-łącznikiem między Dywizją Leclerca a 7. armią generała Pattona. 6 października 1944 znalazł się na froncie w Wogezach. Ok. 20 listopada jako pierwszy Francuz wszedł do okupowanego przez Niemców Strasburga. To dzięki jego informacjom miasto zostało wyzwolone szybciej i z mniejszym wysiłkiem, niż przewidywano. W grudniu jego batalion został zdziesiątkowany na polu minowym. Na ochotnika zgłosił się do znoszenia z zaminowanego pobojowiska rannych i zabitych kolegów. Doszedł do końca szlaku bojowego Dywizji, aż do Monachium.
Za swoją odwagę dostał sześć pochwał w raportach dowódców i jako najmłodszy francuski żołnierz został odznaczony Krzyżem Wojennym 1939-1945, dwoma medalami amerykańskimi oraz odznaczeniem angielskim. W 1988 w wywiadzie powiedział dziennikarzowi: Naprawdę trzeba o tym mówić? Krzyżem Wojennym odznaczono mnie, bo pierwszy wszedłem do Strasburga. Zresztą przez zupełny przypadek. A Patton dał mi amerykański krzyż za odbycie tylu jazd po polach minowych bez „wylecenia” na nich.

## Projektant
W październiku 1945 został zdemobilizowany. Dziadek wysłał go do fabryki swego kuzyna w Argenton-sur-Creuse, gdzie przez niemal pół roku zajmował się chronometrażem pracy, by lepiej poznać etapy produkcji – kroju i szycia konfekcji. To tam zaczął rysować stroje haute couture, tam też spróbował stworzyć mały zespół teatralny. Następnie podjął administracyjną pracę w paryskiej siedzibie rodzinnego interesu. Tymczasem jego projekty damskiej mody publikował tygodnik „Elle”. Znudzony monotonną i nudną pracą w biurze, po rodzinnej awanturze postanowił w pełni się usamodzielnić. Podczas pobytu w Cannes spotkał Christiana Diora, który planował otwarcie własnego domu mody. Wiosną 1947 został projektantem-rysownikiem Diora, jednak niedługo później przeniósł się do innego renomowanego kreatora – Pigueta.

## Aktor
Po jakimś czasie porzucił tę pracę i zajął się projektowaniem swetrów, a popołudnia i wieczory spędzał za kulisami pobliskiego teatru, dzięki czemu rozwijał swoje zainteresowanie aktorstwem. Po długich namysłach zrezygnował z pracy w trykotażach i postanowił zapisać się na aktorskie kursy u René Simona, do czego namówił go przyjaciel z lat szkolnych, znany już wtedy aktor Michel Auclair. Po kolejnej rodzinnej awanturze przyjął artystyczny pseudonim Jean-Claude Pascal, z którego nie zrezygnował do końca życia i pod którym został pochowany na cmentarzu Montparnasse. W szkole teatralnej wreszcie poczuł się w swoim żywiole, choć wrodzona nieśmiałość sprawiała mu wiele kłopotów. Po zaledwie półrocznych studiach znalazł się na przesłuchaniu do roli Armanda Duvala w Damie kameliowej. Główną rolę w sztuce grała ówczesna gwiazda francuskiego teatru – Edwige Feuillère. Dostał tę rolę, ku swemu ogromnemu zdziwieniu i mimo bardzo silnej konkurencji. Jeszcze przed teatralną premierą, pod koniec 1949 zagrał swą pierwszą rolę filmową.
Rok 1954 przyniósł mu dwie nagrody: Victora (zwanego „Oscarem francuskiego kina”) dla najpopularniejszego aktora roku oraz "Cytrynę" gazety „Ici Paris” przyznawaną za złe stosunki z prasą. Będąc u szczytu sławy, jako pierwszy amant francuskiego kina (17 filmów w pięć lat) i najbardziej kasowy z aktorów na łamach poczytnego tygodnika filmowego „Cinémonde” (1955) przedstawił się z właściwą sobie autoironią: Oto mój „dokument tożsamości”: Jean-Claude Villeminot, zwany Jean-Claude Pascalem, urodzony 24 października 1927 w Paryżu... Wzrost: 1 m 88 cm; waga: 80 kg; oczy: piwne; włosy: ciemnobrązowe; nos: „najpiękniejszy nos Paryża”, jak mówią piękne dziennikarki; zawód: „komediant”, jak nie mówią piękne gwiazdy kina; miejsce stałego zamieszkania: trzy okna i drzewa; stan cywilny: samotny.... (...) Chcę wyraźnie powiedzieć, że nawet tuż przed osiągnięciem 28. roku życia nie czuję się dobrze w epoce atomu. Wolałbym, i to jak jeszcze, urodzić się w 1815 i umrzeć nim narodziła się... wieża Eiffla.

## Piosenkarz
Jego przygoda z piosenką zaczęła się w połowie lat 50. W 1953 można było go usłyszeć z dużego ekranu w filmie La Rage au corps, w którym zagrał amatorsko śpiewającego włoskiego robotnika. Wkrótce potem zadebiutował na małym ekranie u boku Maurice’a Chevaliera. Przypadek zdecydował o tym, że zaczął śpiewać zawodowo. Przyjął zaproszenie Radia Luksemburg na wieczorny koncert w Boże Narodzenie 1953. Wykonana przez niego piosenka „Parlez-moi d’amour” wywołała lawinę telefonów od zachwyconych radiosłuchaczy. Wysłuchał go wtedy również Maurice Tézé, dyrektor artystyczny wytwórni płytowej Pathé-Marconi, który natychmiast wystąpił z propozycją podpisania kontraktu. Pascal odczuwał już wówczas narastającą frustrację z powodu nieustannego obsadzania go w mało go pociągających rolach bohaterskich amantów, dlatego zainteresował się bliżej możliwością pracy w nowym zawodzie. Będąc z natury perfekcjonistą, zaczął od zera uczyć się śpiewu, choć jeszcze nie zakładał, że piosenkarstwo stanie się przyszłością jego artystycznej kariery.
Dysponował ciepłym barytonem, starannie dobierał repertuar, a piosenkom nadawał oryginalne interpretacje. W marcu 1955 wydał swój debiutancki album, zawierający dwie piosenki, w tym jedną napisaną dla niego przez Charles’a Aznavoura. Płyta podbiła rynek, a wytwórnia nie była w stanie dostarczyć żądanej przez sprzedawców liczby jej egzemplarzy. Sukces był bezsporny, ale przyniósł też negatywne skutki: zarówno środowisko filmowe, jak i estradowe miało Pascalowi za złe rozpoczynanie kariery piosenkarza, w chwili kiedy jego pozycja jako aktora była już ugruntowana. Niemal natychmiast zainteresował się Pascalem Bruno Coquatrix, który zaproponował mu kontrakt do Olympii na warunkach takich, jak dla Édith Piaf. Liczył na dochody wywołane przez skandal, jaki wybuchnie po rewiowych koncertach najbardziej kasowego wówczas amanta francuskiego kina, jakim był Pascal. Piosenkarz zdecydowanie odmówił, ponieważ nie czuł się gotowy do zostania gwiazdą Olympii, nie chciał też wykorzystywać w tym celu swej ekranowej sławy. Miał już bliskie kontakty ze sławnymi twórcami i odtwórcami piosenek – Charles’em Aznavourem, Gilbertem Bécaudem czy Serge’em Gainsbourgiem, którzy pisali dlań piosenki i wspierali go w pracy nad ich interpretacją. Grał nadal w bardzo wielu filmach. Dzięki roli walczącego z ciemnogrodem położnika (Les Enfants de l’Amour) otrzymał w 1959 Prix Femina – belgijską doroczną nagrodę dla najlepszego aktora. W tym czasie nagrywał już płyty. Nie przestawał jednak doskonalić swego piosenkarskiego warsztatu. Kolejne nagrania płytowe odnosiły sukcesy, natomiast filmy były niezbyt udane pod względem kasowym. Pascal coraz intensywniej zajmował się śpiewaniem. W końcu wyruszył z koncertami po Francji, by już z wyrobioną renomą móc wystąpić w Paryżu.

### Kariera międzynarodowa
W 1961 zakończył pełnowymiarową karierę filmową, skupiając się na międzynarodowej kariery wokalnej. W marcu, reprezentując Luksemburg z utworem „Nous, les amoureux”, zwyciężył w finale 6. Konkursu Piosenki Eurowizji, zdobywszy największe poparcie komisji jurorskiej. Potem nastąpił triumf recitalu w paryskim Bobino. W 1962 został laureatem nagrody Grand Prix Du Disque Académie Charles-Cros. W 1965 przyjechał do Niemiec jako „ambasador piosenki”. W latach 1960–1965 sprzedano w Niemczech dwie jego płyty w liczbie 800 tys. egzemplarzy, ogromnej jak na owe czasy i jego styl. Z występu na występ (także w telewizji), z płyty na płytę rosły zastępy niemieckich fanów, oczarowanych jego osobowością i interpretacjami. Oferty grania w filmie i teatrze stawały się coraz rzadsze i coraz mniej interesujące, rosła natomiast jego sława jako gwiazdy estrady. Koncertował ze swą orkiestrą na całym świecie. Będąc poliglotą, śpiewał i nagrywał utwory wykonywane po angielsku, włosku oraz niemiecku. Jednocześnie pozostawał aktorem, wystąpił w sumie w pięciu serialach. W 1970 robił pastisze oper dla hamburskiej telewizji, uczestniczył w galowych koncertach na rzecz UNICEF-u w Paryżu i w Niemczech, odbył tournée po Finlandii, wziął udział w obchodach 100-lecia Folies Bergère, a w wiedeńskim Hofburgu obwieszczał nadejście Nowego Roku. Cieszył się już wówczas światową sławą, która przyniosła mu w końcu uznanie w ojczyźnie. W 1978 został odznaczony Legią Honorową za osiągnięcia artystyczne i propagowanie języka francuskiego na świecie.
Z czasem opatrzył melodiami kilka wierszy swych przyjaciół, potem zaczął pisać piosenki dla siebie. W 1982 zaoferowano mu wyreżyserowanie Bereniki, która została wystawiona od 28 do 30 czerwca 1982 na Międzynarodowym Festiwalu Sztuki. W 1983 ukazała się płyta, na której umieścił szereg autorskich tekstów. Początek lat 80. to schyłek jego kariery piosenkarskiej.

## Pisarz
Pisał już od lat 50., ale długo nie czuł się dojrzałym do ogłaszania swych prac drukiem. Miał w szufladzie ponad tuzin powieści. W czerwcu 1985 został uhonorowany Orderem Sztuki i Literatury (Ordre des Arts et des Lettres) pierwszej klasy, odznaczeniem przyznawanym przez francuskiego ministra kultury za wybitne osiągnięcia w dziedzinie sztuk pięknych. Miłośnik literatury, ale i z zamiłowania historyk, dopiero teraz poświęcił się intensywnej pracy literackiej i badawczej. W 1986 wydał książkę autobiograficzną pt. Le Beau Masque, która przyniosła mu nagrodę Bruno Coquatrixa.

### Teatr
- 1950–1952 – "Dama Kameliowa", Aleksandra Dumasa syna, z Edwige Feuillere
- 1950–1951 – "La Femme en blanc", Marcela Acharda, z Renée Saint-Cyr
- 1956–1957 – "Un Français à Moscou", Pola Quentina, w reżyserii Jacques’a Charona
- 1974–1975 – "Les Amants terribles", Noela Cowarda, z Danielle Darieux
- 1984–1985 – "Adieu prudance", Leslie Stevensa, z Françoise Christophe

### Reżyseria teatralna
- 1981 – Faison un rêve, Sachy Guitry’ego, z główną rolą
- 1982 – "Berenika", Jeana Racina, z Jeanem-Pierre’em Bouvierem i Maryvonne Schiltz

### Filmy
1950 – Le Jugement de Dieu, Raymonda Bernarda.

1951 – Ils étaint cinq, Jacques’a Pinoteau; Quatre Roses rouges, Malassomy; Un grand patron, Yves'a Ciampi;" Le Rideau cramoisi", Alexandra Astruca.

1952 – La Forêt de l’adieu, Ralpha Abiba; Le Plus Heureux des hommes, Yves'a Ciampi; Un caprice de Caroline, Jeana Devaivre’a.

1953 – Alerte au Sud, Jeana Devaivre’a; Le Grand Jeu, Roberta Siodmaka; Le Chevalier de la nuit, Jeana Anouilha; Les Enfants de l’amour, Leonide’a Moguya; Si Versailles m’était conté, Sachy Guitry; La Rage au corps, Ralpha Abiba.

1954 -" Les Trois Voleurs", Felliniego; Syn kochanej Karoliny, Jeana Devaivre’a.

1955 – Les Mauvaises Rencontres, Alexandra Astruca; Milord d’arsouille, André Hagueta.

1956 – Le Salaire du péché, Denisa de La Patellière’a; La Châtelaine du Liban, Richarda Pottiera.

1957 – Les Lavandières du Portugal, P. Gaspard-Huita.

1958 – Guinguette, Jeana Delannoy; Le Fric, Maurice’a Cloche’a; Pêcheur d’Islande, Pierre’a Schoendorffera.

1959 – Préméditations, Berthomieu; La Belle et l’Empereur, Axela Von Ambasserra; Les Arrivistes, Luisa Daquina; L’Homme de la frontière, według scenariusza Jeana Claude’a Pascala.

1961 – Le Rendez-vous, Jeana Dalannoy.

1962 – La Salandre d’or, Maurice’a Régameya.

1963 – "Sans merveille", Michela Mitrami.

1964 –  Le Faux pas, Antoine’a d’Ormessona.

1966 – Flower of evil, Terence’a Younga.

1967 – "Les Quatre Mariages de Marisol", Luisa Lucii; "Angelika i sułtan", Bernarda Boderiego.

1969 – Les Toits de Saint-Paul, Alfreda Weidmana.

## Publikacje
W jego pisarskim dorobku opublikowanym w latach 1986-1991, poza wspomnianą autobiografią, są dwa poważne i cenione przez fachowców dzieła historyczne:
- "La Reine maudite, Le dossier Marie Stuart" 1988 oraz
- "L’Amant du roi: Louis XIII – Luynes" (1991),

dwie powieści obyczajowe:
- "L’Arc-en-ciel de novembre: un cardinal venu d’Espange" 1989 oraz
- "L’Enfant et les giboulées" (1990)

oraz cykl trzech pisanych z przymrużeniem oka powieści sensacyjnych:
- "Le Panier de crabes" 1986,
- "Le Faure" (1987) i
- "La Garce" (1987).